# خیو (بازیکن فوتبال، زاده ۱۹۸۴)
خیو (انگلیسی: Gio؛ زادهٔ ۲۶ مهٔ ۱۹۸۴) بازیکن فوتبال اهل اسپانیا است.
از باشگاه‌هایی که در آن بازی کرده‌است می‌توان به باشگاه فوتبال سنت پولتن اشاره کرد.